# Classe De Zeven Provinciën (incrociatore)
La classe De Zeven Provinciën era costituita da due incrociatori leggeri costruiti nei Paesi Bassi nei cantieri Rotterdamsche Droogdok Maatschappij di Rotterdam e Wilton-Feijenoord di Schiedam, che hanno prestato servizio a lungo prima nella Marina dei Paesi Bassi e successivamente nella Marina Peruviana. Il nome della classe si riferisce alla Repubblica delle Sette Province Unite sorta tra il 1581 ed il 1795 nei territori che oggi costituiscono i Paesi Bassi.

## Costruzione
Negli anni trenta i Paesi Bassi, allora potenza coloniale, per fronteggiare nel Pacifico la minaccia rappresentata dalla Marina imperiale giapponese pianificò un potenziamento della propria Marina militare. Questo programma comprendeva anche la costruzione di due nuovi incrociatori leggeri.
La costruzione delle due unità iniziò nel 1939. La prima unità, battezzata in un primo momento Kijkduin, venne rinominata Eendracht nel 1940, mentre la seconda, cui venne dato il nome De Zeven Provinciën, diede il nome alla classe.
La costruzione delle due unità per la Marina dei Paesi Bassi venne interrotta dall'occupazione tedesca dei Paesi Bassi avvenuta il 10 maggio 1940 e venne proseguita dai tedeschi, nonostante fosse ancora alle prime fasi, con delle modifiche rispetto al progetto originale per utilizzarle come unità addestrative, da ultimate tra la fine del 1942 ed il 1943. La costruzione proseguì tuttavia a rilento a causa di continui sabotaggi della resistenza olandese.
Il De Zeven Provinciën, ribattezzato KH1 venne varato il 24 dicembre 1944 per essere affondato allo scopo di ostruire il Nieuwe Waterweg, il canale navigabile della città di Rotterdam, ma questa azione non venne portata a termine. Il  Kijkduin rinominato KH2 non giunse neppure al varo.
Dopo la seconda guerra mondiale la loro costruzione venne ripresa e le due unità, completate tra il 1950 ed il 1953, entrarono in servizio cambiando i loro nomi: Il De Zeven Provinciën venne ribattezzato De Ruyter, mentre l'incrociatore Eendracht entrò in servizio con il nome De Zeven Provinciën. Il progetto originario venne modificato, con un sistema di propulsione che da 78000CV veniva potenziato a 85000hp, un secondo fumaiolo, un diverso armamento e nuove apparecchiature elettroniche.

### Armamento
L'armamento, che nel progetto originale era di tre torri trinate e due binate da 152/53mm, due impianti binati da 40mm e 2 lanciasiluri tripli da 533mm, venne modificato in 4 torri binate Bofors da 152/53mm, di cui due a prora e due a poppa, quattro torrette binate Bofors da 57/60mm e otto cannoni Bofors 40L/60 singoli.

## Servizio nella Koninklijke Marine
Nella Marina dei Paesi Bassi le due unità parteciparono a diverse esercitazioni NATO e spesso furono unità portabandiera di diverse Task force navali. Tra il 1962 e il 1964 il De Zeven Provinciën venne sottoposto a lavori di ammodernamento nel corso dei quali venne riconvertito in incrociatore lanciamissili con la sostituzione delle due torri poppiere da 152/53mm di con il sistema missilistico terra-aria Terrier. La mancanza di fondi impedì che le stesse modifiche venissero effettuate sul gemello De Ruyter che venne posto in disarmo nel 1973, mentre il De Zeven Provinciën rimase in servizio fino al 1976 quando entrarono in servizio le due fregate della Classe Tromp.

## Servizio nella Marina de Guerra del Perù
Le due unità dopo essere state poste in disarmo dalla Marina dei Paesi Bassi vennero acquistate dal Perù.
Il De Ruyter, acquistato nel 1973 venne ribattezzato Almirante Grau, raggiungendo la sua nuova base operativa di El Callao l'11 luglio dello stesso anno, diventando nave ammiraglia della flotta. Dal 1985 al 1988 fece ritorno nei cantieri olandesi per lavori di modernizzazione nel corso dei quali venne riconvertito in unità missilistica, facendo rientro alla sua base operativa il 15 febbraio 1988. Il suo disarmo è previsto nel 2008.
Il De Zeven Provinciën, acquistato nel 1976, venne ribattezzato Aguirre e riconvertito nei cantieri olandesi in unità elicotteristica prima della consegna ai peruviani. I lavori di riconversione, che videro la rimozione del sistema Terrier sostituito da un hangar fisso e dal ponte di volo per elicotteri ASH-3D Sea King, terminarono il 31 ottobre 1977 e dopo la consegna avvenuta a Den Helder il 24 febbraio 1978, l'unità raggiunse la sua nuova base di El Callao il successivo 17 maggio.
Dal 7 agosto 1986 al 15 febbraio 1988 in concomitanza dei lavori di ammodernamento del gemello Almirante Grau assunse temporaneamente il nome Almirante Grau ed il ruolo di nave ammiraglia della flotta, riprendendo il suo nome al rientro del gemello. Nel 1999  venne posto in disarmo e venduto per demolizione.
Le due unità nel corso del loro servizio nella Marina de Guerra del Perù hanno preso parte ad importanti esercitazioni navali multinazionali tra cui la UNITAS.

## Unità
| De Ruyter (C 801)           | 1939 | 1944 | 1953 | 1972 | venduta alla Marina de Guerra del Perú | rinominata Almirante Grau |
| De Zeven Provinciën (C 802) | 1939 | 1950 | 1953 | 1975 | venduta alla Marina de Guerra del Perú | rinominata Aguirre        |

| Almirante Grau (CLM-81) | 1973 | -    | in servizio attivo al 2013        | acquistata dalla Koninklijke Marine, nome precedente De Ruyter           |
| Aguirre (CH-84)         | 1978 | 1999 | demolita nel 2000 portaelicotteri | acquistata dalla Koninklijke Marine, nome precedente De Zeven Provinciën |